# 紀爾他布
紀爾他布（穆麟德轉寫：giltabu，？—1697年），又名紀爾塔布、吉勒塔布，禮佳氏，滿洲正紅旗人，清朝政治人物、清朝兵部尚書。
曾任正紅旗滿洲都統。康熙二十七年五月丁亥，接替阿蘭泰，擔任清朝兵部尚書，后解，出征。由馬齊接任。